# 诺奥肯区
诺奥肯区是吉尔吉斯斯坦西部州份賈拉拉巴德州下辖的一个区。该区治所位于马塞。面积为2,336平方（902平方英里），2009年常住人口为117,055人。